# Shahreza
Shahrezā (farsi شهرِضا) è il capoluogo dello shahrestān di Shahreza, circoscrizione Centrale, nella Provincia di Esfahan. Aveva, nel 2006, una popolazione di 108.299 abitanti.
L'antico nome della città era Qomsheh, venne cambiato in Shahreza per la presenza del Emamzadeh Shahreza, il santuario di Shahreza.